# Kym Karath
Kimberly "Kym" Karath (Los Angeles, 4 augustus 1958) is een Amerikaanse actrice. Ze is het bekendst geworden door haar rol als Gretl von Trapp in de film The Sound of Music.

## Trivia
- Tijdens de opnames van de scène met de boot is zij bijna verdronken omdat zij niet kon zwemmen. Het was de bedoeling dat Julie Andrews voor de boot zou vallen zodat zij haar kon opvangen. Ze viel echter naar achteren uit de boot in het water. Ze is toen gered door Heather Menzies (Louisa).
- In de laatste scène waar de familie door de bergen loopt, zit Kym in werkelijkheid niet op de rug van de kapitein, maar is het een soort etalagepop omdat zij te zwaar was.